# Cratere Pan
Pan è un cratere sulla superficie di Amaltea. Prende il nome da Pan, il dio greco dei pastori e della campagna, o il figlio di Amaltea ed Hermes, secondo alcune leggende.